# 周立成
周立成（1964年—），江苏常州人，汉族，中华人民共和国政治人物、第十二届全国人民代表大会江苏地区代表。现任江苏新誉集团董事长。
加入中国共产党。2013年，被选为全国人大代表。2018年2月24日，当选为第十三届全国人大代表。